# 旅してHappy
『旅してHappy』（たびしてハッピー）は、2016年1月7日（6日深夜）から2017年6月29日（28日深夜）までBS日テレで放送されていた旅番組。毎週木曜 0:00 - 0:30 = 水曜 24:00 - 24:30（日本標準時）にエイチ・アイ・エス（H.I.S.）の一社提供で放送。

## 概要
様々な俳優やタレントたちに世界各地を旅してもらっていた深夜の旅番組で、彼らが旅先の名所や絶景を巡りながら現地で出会った人々とふれあう模様を放送。それらを通じ、視聴者に世界を旅することの魅力を伝えていた。
ナビゲーターは、「タッピー」という番組のオリジナルキャラクターが務めていた。タッピーの声は、声優の櫻井孝宏が担当した。
一部の回は旅チャンネルでも放送されている。

## 旅人・旅先

### 2016年
| 旅人               | 旅先             | 出演期間 | 出演期間 |
| 旅人               | 旅先             | 初回     | 最終回   |
| ------------------ | ---------------- | -------- | -------- |
| 小柳友             | キューバ         | 1月7日   | 2月4日   |
| 和希優美           | ニューヨーク     | 2月11日  | 3月3日   |
| 澤山璃奈           | ドイツ           | 3月10日  | 3月31日  |
| 青山あみ           | タイ・チェンマイ | 4月7日   | 4月28日  |
| 松原汐織           | オーストラリア   | 5月5日   | 6月2日   |
| 植田せりな         | カナダ           | 6月9日   | 7月7日   |
| 小澤真利奈         | 韓国             | 7月14日  | 8月4日   |
| 東美樹             | カナダ（2回目）  | 8月11日  | 9月8日   |
| 斎藤夏美           | シンガポール     | 9月15日  | 10月6日  |
| 香月ハル           | ベトナム         | 10月13日 | 11月3日  |
| 窪真理             | 香港             | 11月10日 | 12月1日  |
| ユリヤ・ブイバラバ | 沖縄             | 12月8日  | 12月29日 |

### 2017年
| 旅人              | 旅先                               | 出演期間 | 出演期間 |
| 旅人              | 旅先                               | 初回     | 最終回   |
| ----------------- | ---------------------------------- | -------- | -------- |
| 藤田可菜          | 台湾・台北、新北                   | 1月5日   | 2月2日   |
| 尾島知佳          | 韓国（2回目）                      | 2月9日   | 3月2日   |
| 熊澤枝里子        | マレーシア                         | 3月9日   | 4月6日   |
| 桝渕祥与          | 台湾・台南、高雄                   | 4月13日  | 5月4日   |
| 加治まや          | ミャンマー                         | 5月11日  | 6月1日   |
| 藤田可菜（2回目） | 台湾・台中、南投、彰化、嘉義、雲林 | 6月8日   | 6月29日  |

## スタッフ
- ナレーター：櫻井孝宏
- 編集・MA：オムニバス・ジャパン
- 撮影：真田光、沼田善
- 音効：古野達生
- コーディネーター：岩本誠司
- 企画：上原裕一（H.I.S.）
- 演出：松本憲一（タッチプランニング）
- ディレクター：戸田直秀
- プロデューサー：塚本恭史、有賀達也（タッチプランニング）、根来将男（タッチプランニング）、熱田和哉（タッチプランニング）
- チーフプロデューサー：西牟田知夫
- 制作協力：株式会社タッチプランニング
- 製作著作：BS日テレ、株式会社タッチプランニング